# Wszechpolak
Wszechpolak – pismo Młodzieży Wszechpolskiej założone w 1937 roku i wydawane w latach 1937–1939, a następnie konspiracyjnie w czasie okupacji niemieckiej 1944 i w początkach Polski Ludowej 1945–1946. Po reaktywacji ukazywał się (z 2 przerwami) w latach 1992–2007. Po raz kolejny wznowiony w lipcu 2016 roku.
W latach 1937–1939 – do wybuchu II wojny światowej, ukazywało się jako tygodnik z podtytułem „Narodowe Pismo Akademickie”. Wydawane było w Warszawie. Redaktorem naczelnym był Tadeusz Łabędzki. Jako wydawca i redaktor odpowiedzialny podawany był Aleksander Rodziewicz a od nr 15 w 1938 roku Tadeusz Miedzwiecki.
W 1944 roku czasopismo zostało wskrzeszone przez ówczesnego prezesa MW Tadeusza Łabędzkiego. Wydawane było także w Warszawie, przez Narodowe Zakłady Wydawnicze, jako konspiracyjny miesięcznik o podtytule „Narodowe pismo młodzieży” i z zachowaniem przedwojennej numeracji. Do wybuchu powstania warszawskiego ukazało się 6 numerów.
Po zakończeniu wojny, w lipcu 1945 r., Łabędzki ponownie wskrzesił „Wszechpolaka”, który wydawany był również konspiracyjnie. Uczestniczył w tym Wiesław Chrzanowski. Do czasu rozbicia struktur MW przez władze komunistyczne ukazały się 3 numery.
W 1992 „Wszechpolak” został reaktywowany i wydawany przez osobę prywatną. Właściciel po kilku miesiącach przekazał tytuł stowarzyszeniu Młodzież Wszechpolska pozostając jego redaktorem naczelnym. Numeracją roczników i ciągłą nawiązano do poprzednich etapów wydawania. Podtytuł się zmieniał, w 1994 r. był to „Organ Młodzieży Wszechpolskiej”, w 1995 „Narodowe Pismo Młodzieży”, w 1999 „Pismo Narodowe”, a w 2000 „Pismo Młodzieży Narodowej”. Wydawane było w latach 1993–1996 i po przerwie w latach 1999–2005 z różną częstotliwością, jako miesięcznik i kwartalnik. W połowie 2005 roku wstrzymano jego wydawanie Wszechpolaka.
W sierpniu 2006 wydano kolejny numer z zamiarem przekształcenia pisma w kwartalnik (kilkakrotnie zwiększono objętość pisma, zmieniono jego wygląd i formę). Próba ta zakończyła się jednak fiaskiem. Kolejny numer ukazał się dopiero latem 2007 roku, po czym zawieszono funkcjonowanie „Wszechpolaka”.
Pismo reaktywowano w lipcu 2016 roku jako dwumiesięcznik z inicjatywy Daniela Pawłowca (Fundacja Inicjatyw Polskich) oraz ówczesnego rzecznika prasowego Młodzieży Wszechpolskiej, Łukasza Walczaka, który został jednocześnie jego redaktorem naczelnym. Reaktywowany „Wszechpolak” nie jest już typowym pismem wewnętrznym organizacji. Porusza tematy społeczno-polityczne i jest skierowany głównie do młodzieży.